# Mittelmeer-Speerfisch
Der Mittelmeer-Speerfisch (Tetrapturus belone) ist ein großer Raubfisch, der endemisch im Mittelmeer vorkommt, wo er der häufigste Speerfisch ist. Im Schwarzen und Asowschen Meer fehlt er, östlich des Ionischen Meeres kommen ausgewachsene Tiere nicht mehr vor, lediglich Larven und Jungfische.

## Merkmale
Der Mittelmeer-Speerfisch wird maximal 2,40 Meter lang, bleibt aber für gewöhnlich bei einer Länge von zwei Metern. Das maximale veröffentlichte Gewicht liegt bei 70 kg, das Durchschnittsgewicht bei 10 bis 30 kg. Der Körper ist langgestreckt, seitlich abgeflacht und  dicht mit länglichen Schuppen bedeckt, die an ihrer Hinterkante jeweils in drei bis fünf Spitzen enden. Die einzelne Seitenlinie ist gut sichtbar. Die Anzahl der Wirbel liegt bei 24, 12 Rumpf- und 12 Schwanzwirbel. Die Fische sind auf dem Rücken dunkelblau bis fast schwarz und auf der Bauchseite silbrigweiß. Auf dem Körper und auf den Flossen finden sich normalerweise keine Flecken oder sonstige Musterungen.
Die lange erste Rückenflossen erstreckt sich von Hinterrand des Vorkiemendeckels bis kurz vor der zweiten Rückenflosse und wird von 39 bis 46 Flossenstrahlen gestützt, die zweite von 5 bis 7. Die erste Rückenflossen besitzt vorne eine hohe, abgerundete Spitze, die höher als die Körperhöhe des Fisches ist. Sie fällt danach, bis zum 10. Flossenstrahl, steil ab, bleibt aber anschließend auf gleicher Höhe. Die zweite Rückenflossen hat 5 bis 7 Flossenstrahlen. Von den beiden Afterflossen hat die erste 11 bis 15 schuppige Flossenstrahlen, die zweite 6 bis 7 Flossenstrahlen. Die zweite Rücken- und die zweite Afterflossen stehen einander symmetrisch gegenüber und sind in Form und Größe sehr ähnlich. Die kurzen Brustflossen werden von 16 bis 20 Flossenstrahlen gestützt und erreichen 10 bis 13 % der Körperlänge. Ihr oberer Rand ist gebogen, der untere gerade, das Ende spitz. Die Bauchflossen sind schlank, lang, etwas kürzer als das Doppelte der Brustflossenlänge, und können in Gruben angelegt werden. Der Schwanzflossenstiel ist seitlich stark abgeflacht und auf jeder Seite mit einem doppelten Kiel und einer flachen Kerbe auf der Rücken- und der Bauchseite versehen. Der Anus sitzt weit vor dem Beginn der ersten Afterflosse.
Sein speerartig verlängertes, im Querschnitt rundes Rostrum ist wesentlich kürzer als bei anderen Speerfischen und erreicht maximal 18 % der Körperlänge. Beide Kiefer und das Gaumenbein sind mit feinen Zähnen besetzt, Kiemenreusen fehlen, die rechten und linken Branchiostegalmembranen sind vollständig zusammengewachsen, aber frei vom Isthmus.

## Lebensweise
Der Mittelmeer-Speerfisch ist ein ozeanischer, pelagischer Fisch, der sich normalerweise nicht den Küsten nähert und sich oberhalb der Thermokline zwischen wärmeren Oberflächen- und kaltem Tiefenwasser aufhält. Wie auch von anderen Speerfischen berichtet, soll auch der Mittelmeer-Speerfisch oft paarweise anzutreffen sein. Möglicherweise hängt das mit seinem Jagdverhalten zusammen. Tetrapturus belone ist ein Raubfisch, der sich von Fischen, Kopffüßern und Krebstieren ernährt. Unter den Beutefischen befinden sich Sardinen, Makrelen, Fliegende Fische, Hornhechte, Stachel- und Goldmakrelen. Fortpflanzungszeit ist wahrscheinlich der Winter oder der Frühling. Die pelagischen Eier haben einen Durchmesser von etwa 1,48 mm, sie enthalten einen gelblich-grünen Fetttropfen.

## Nutzung
Der Mittelmeer-Speerfisch wird mit Harpunen, Langleinen, Treib- und Stellnetzen gefangen. Er ist vor allem ein Beifang bei der Fischerei auf Schwertfisch und auf Roten und Weißen Thun.